# Monastero della Fratellanza
Il Monastero dell'Epifania o Teofania, meglio noto come Bratsky, o Monastero della Fratellanza, è un monastero ortodosso a Podil, Kiev, Ucraina, nelle vicinanze di piazza Kontraktova. La sua storia si è intrecciata con quella dell'Accademia Mogila che oggi occupa i restanti edifici del monastero.
Il monastero sarebbe stato fondato dal patriarca Geremia II di Costantinopoli (†1595). Il patriarca Teofane III di Gerusalemme lo fece riorganizzare come scuola di confraternita locale, da cui il nome. Tra i suoi benefattori vi furono Petro Konaševič-Sagajdačnij (che vi fu sepolto), Pietro Mogila (che elevò il suo stato a quello di collegium) e Ivan Mazeppa (che chiese a Osip Startsev di progettare il katholikon a cinque cupole in uno stile noto come barocco Mazeppa).
La chiesa di Mazeppa, il campanile e la maggior parte degli altri edifici del monastero furono demoliti dai sovietici nel 1935. I restanti edifici furono ridotti a rudere o ricostruiti con notevoli rimaneggiamenti (come una chiesa refettoriale, risalente al XVII secolo).